# Jan Bernard van Heek
Jan Bernard van Heek   (Enschede, 18 de novembre de 1863 - Rutbeek, 31 de gener de 1923) era membre de la famosa família tèxtil holandesa de Twente. Entre els seus èxits es va fundar el Rijksmuseum Twenthe a Enschede, Països Baixos. Jan Bernard Van Heek va donar la seva pròpia col·lecció privada i l'edifici del museu al govern. Això el va convertir en un museu nacional. El museu continua sent una icona important a l'est dels Països Baixos.
Van Heek era conegut sobretot com a membre de la junta de Van Heek & Co, així com de l'esmentat Rijksmuseum Twente al qual va donar la seva col·lecció d'art. Era fill de Gerrit Jan van Heek i es va casar amb la nord-americana Edwina Burr Ewing. Vivien junts a casa seva, a Zonnebeek, influenciada per la seva casa familiar als Estats Units. Està enterrat a l'Algemene Oosterbegraafplaats d'Enschede.

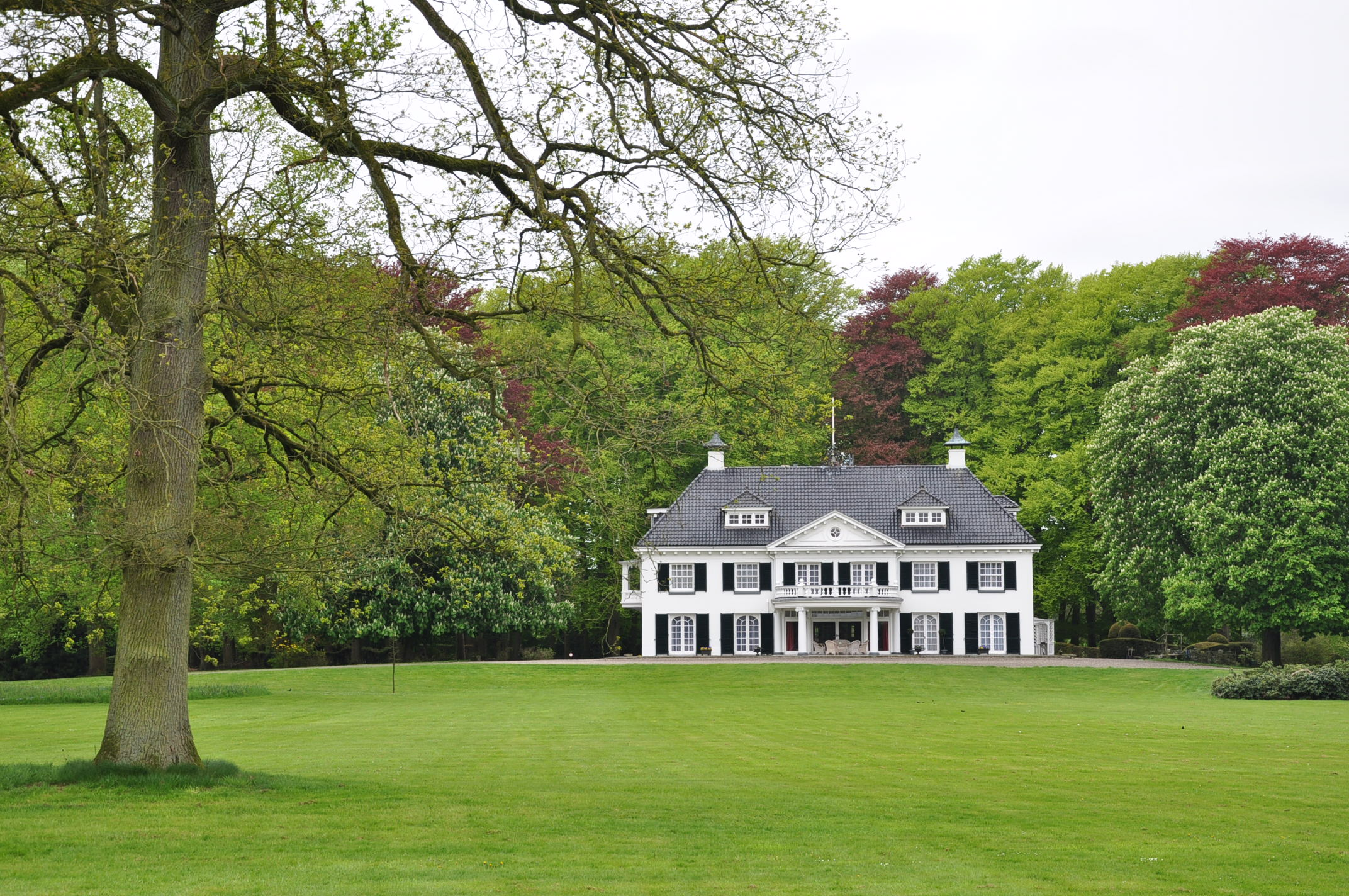
Zonnebeek, casa on va viure Jan Bernard van Heek. Va ser construïda el 1907 per la família Van Heek i està situada prop d'Enschede a la part oriental dels Països Baixos (província d'Overijssel).